# Pin-Occhio
Pin-Occhio war ein italienisches Dance-Projekt, das zwischen 1992 und 1994 aktiv war.

## Geschichte
Die Band bestand aus den beiden Musikproduzenten Marco Biondi und Nicola Savino unter Mitwirkung von Maurizio Castelli. Ihre erste Single Pinocchio kam Anfang 1992 heraus und bediente sich der Melodie von Fiorenzo Carpis Titelmusik aus der Fernsehserie Pinocchio. In Frankreich, Belgien und den Niederlanden schaffte es das Lied im Jahr 1993 in die Top Ten. Im selben Jahr folgte Tu Tatuta Tuta Ta (unterschiedliche Schreibweisen), welches in Belgien die vorderen Plätze erreichte, sowie in Frankreich, den Niederlanden und der Schweiz Plätze in den Top 20. Im Herbst des Jahres 1993 kam Pinocchio Vai !! heraus, das in den belgischen und französischen Charts landete. 1994 erschien dann die Single Enjoy The Muzik (auch: Musik), die es in Frankreich noch in die Top 50 schaffte. Weitere Singles aus jenem Jahr waren Happy Gipsies und The Return.
Unter dem Titel Pinocchio Vai !! brachte die Band 1993 auch ein Album heraus. Die Französin und spätere Fernsehmoderatorin Nathalie Vincent war Tänzerin bei Pin-Occhios Liveauftritten. Hauptsächlich die beiden Lieder Pinocchio und Tu Tatuta Tuta Ta waren in den Neunzigern auf diversen Dance-Kompilationsalben vertreten.

## Diskografie

### Singles
- 1992: Pinocchio
- 1993: Tu Tatuta Tuta Ta
- 1993: Pinocchio Vai !!
- 1994: Enjoy the Muzik
- 1994: Happy Gipsies
- 1994: The Return

### Alben
- 1993: Pinocchio Vai !!